# Ceratina palauensis
Ceratina palauensis är en biart som beskrevs av Keizo Yasumatsu 1939. Ceratina palauensis ingår i släktet märgbin, och familjen långtungebin. Inga underarter finns listade i Catalogue of Life.